# Burgi Heckmair
Burgi Heckmair (* 2. Januar 1976 in Tegernsee) ist eine ehemalige deutsche Snowboarderin.

## Karriere
Burgi Heckmair gab am 6. Dezember 1996 ihr Debüt im Snowboard-Weltcup bei Riesenslalom in Sestriere, wo sie den vierten Rang belegte. Bei den Weltmeisterschaften 1997 in Innichen belegte sie den 15. Rang im Riesenslalom. Ihre einzige Podiumsplatzierung erzielte sie am 9. Januar 1998 in Grächen mit einem zweiten Rang. Einen Monat später startete sie bei den Olympischen Winterspielen in Nagano im Riesenslalom-Rennen. In ihrem ersten Lauf stürzte sie jedoch und schied somit aus.